# 战斗任务
《战斗任务》是雅达利为雅达利2600开发的早期电子游戏。游戏室该系统1977年9月的9个首发游戏之一，且自发售起直到1982年都捆绑在系统包装盒中。《战斗》改编自两款雅达利投币式黑白街机游戏：1974年的《坦克》（以Kee Games名义发行）和1975年的《喷气式战斗机》。
在1977年早期，Coleco为专用游戏机Telstar发行了类似作品《Telstar Combat!》。和Coleco的游戏不同，《战斗任务》采用彩色画面，带有多种游戏变种。